# Лугањано Инфериоре (Парма)
Лугањано Инфериоре је насеље у Италији у округу Парма, региону Емилија-Ромања.
Према процени из 2011. у насељу је живело 34 становника. Насеље се налази на надморској висини од 702 м.